# پی‌یر آنژنیو

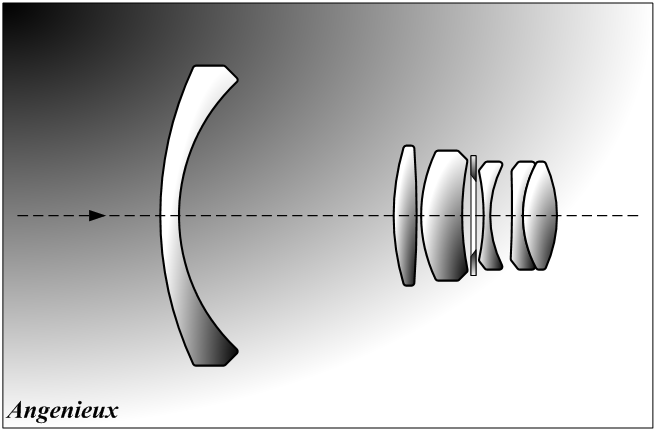
آنژنیو رتروفوکال برای دوربین‌های ۳۵ میلیمتری، ۱۹۵۰

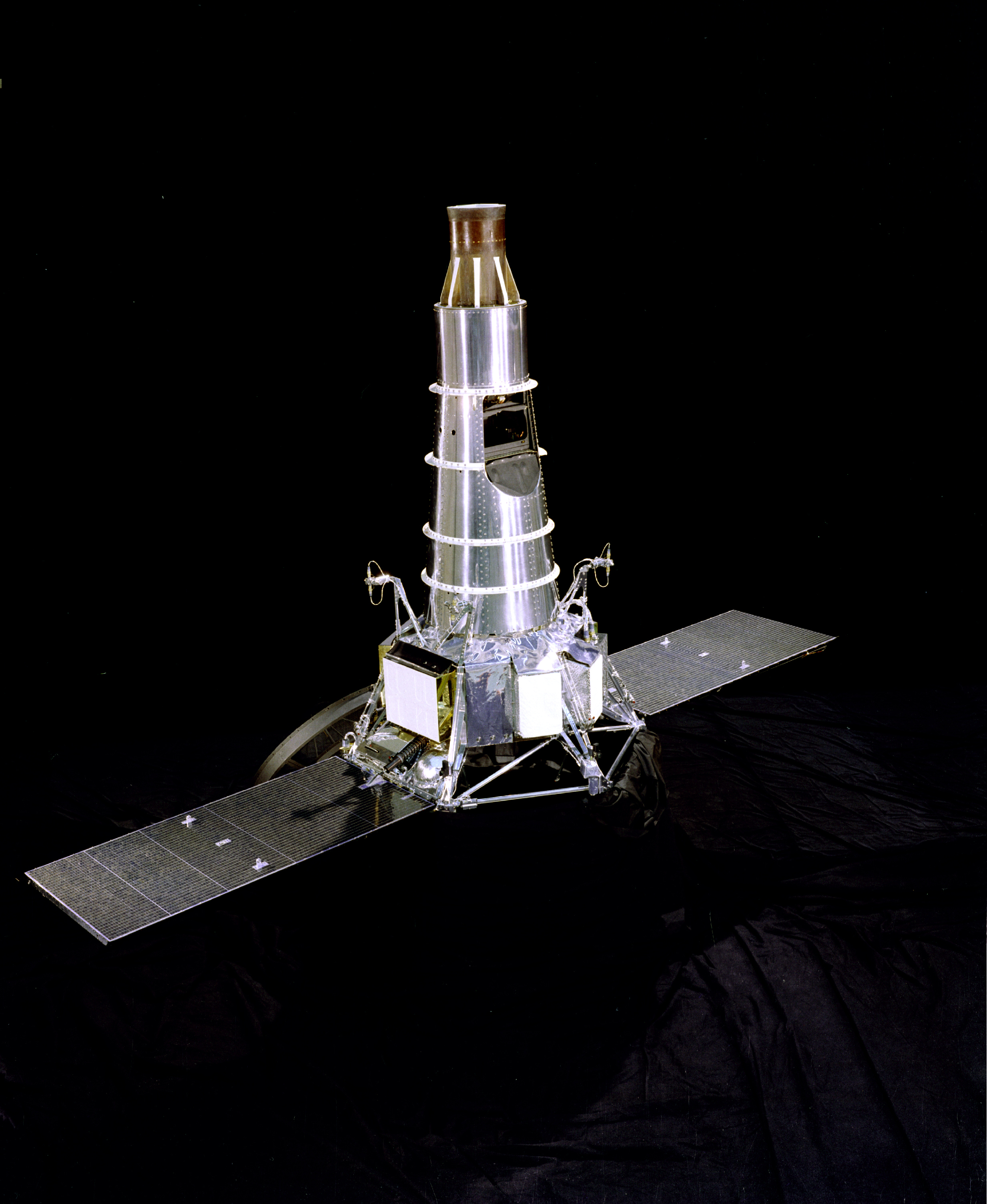
رنجر ۹ سازمان ناسا که برای مشاهده اوضاع فیزیکی و جوی ارتفاعات ماوراء جو بکار می‌رود، با سیستم اوپتیک آنژنیو

پیر آنژنیو (به فرانسوی: Pierre Angénieux) (زاده ۱۴ ژوئیه ۱۹۰۷ در سنت ایان - در گذشته ۲۶ ژوئن ۱۹۹۸)، مهندس و چشم‌پزشک فرانسوی و مخترع لنزهای زوم مدرن است که در سال ۱۹۵۰ لنز مشهور رتروفوکال آنژنیو (به انگلیسی: Angénieux retrofocus) را به جهان معرفی نمود.

## زندگی‌نامه
او در سال ۱۹۲۸ از کالج ملی هنر و صنایع دستی فارغ‌التحصیل شد، و در سال ۱۹۲۹ در تحصیلات تکمیلی خود دانشجوی هانری ژاک کریتین (به انگلیسی :Henri Jacques Chrétien) شد.
او پس از کار برای شرکت پته (به انگلیسی :Pathé)، در سال ۱۹۳۵ اقدام به تأسیس شرکتی برای تولید تجهیزات سینما به نام خودش کرد. او از اپتیک هندسی بجای اپتیک فیزیکی در طراحی لنز استفاده کرد، برخلاف آنچه کارل زایس و ارنست ابه در خصوص محاسبات خود انجام می‌دادند. او روشی را ابداع کرد که منجر به طراحی لنزهای رتروفوکال گردید.